# Мінерали торію
Торієві мінерали
Відомо три десятки торієвих і торійвмісних мінералів, головні з них: торіаніт ThO2 (88), брегерит (U, Th)O2 (6-15), торит ThSiO4 (81,4), ураноторит (Th, U) SiO4 (50-70), фериторит (Th, Fe)SiO4(45-65), торогуміт (Th, U) [(SiO4)(ОН)]4 (45-65), ешиніт (Cl, Th) (Nb, Ti)2O6 (до 20), пріорит (Y, Th) (Nb, Ti)2O6 (до 8), торійвмісний монацит (Се, Th)[(Р, Si)O4 ] (3,5-10 до 40).